# Ambulyx jordani
Espèce
Ambulyx jordani est une espèce d'insectes lépidoptères de la famille des Sphingidae, sous-famille des Smerinthinae, tribu des Ambulycini, et du genre Ambulyx.

## Distribution
Papouasie-Nouvelle Guinée.

## Systématique
- L'espèce Ambulyx jordani a été décrite par l'entomologiste britannique George Thomas Bethune-Baker en 1910.